# Gerd R. Ueberschär
Gerd R. U eberschär (Offenbach am Main, 18 agosto 1943) è uno storico tedesco, specializzato nella storia militare della Seconda Guerra Mondiale e della Germania durante il nazismo.
Dopo aver conseguito il dottorato all'Università Goethe di Francoforte, è stato dapprima assistente universitario e, a partire dal 1986, docente all'Università di Friburgo. Dal 1996 al 2008 ha lavorato come storico e archivista presso il Bundesarchiv-Militärarchiv.
È stato uno dei principali contributori della collana in 13 volumi dal titolo Germany and the Second World War, e coautore con  Rolf-Dieter Müller del volume Hitler's War in the East 1941-1945: A Critical Assessment. Nel 2004 ha pubblicato la biografia di Claus von Stauffenberg e, due anni più tardi, Für ein anderes Deutschland. Der deutsche Widerstand gegen den NS-Staat 1933–1945 [For Better Germany. German Resistance to Nazism 1933–1945].